# Schoutedenius gardneri
Schoutedenius gardneri är en skalbaggsart som beskrevs av Stefan von Breuning 1960. Schoutedenius gardneri ingår i släktet Schoutedenius och familjen långhorningar.
Artens utbredningsområde är Kenya. Inga underarter finns listade i Catalogue of Life.